# Allāhābād-e Mostowfī
Allāhābād-e Mostowfī (persiska: الله آباد مستوفی, Allāhābād) är en ort i Iran.   Den ligger i provinsen Kerman, i den sydöstra delen av landet, 1 000 km sydost om huvudstaden Teheran. Allāhābād-e Mostowfī ligger 732 meter över havet och antalet invånare är 455.
Terrängen runt Allāhābād-e Mostowfī är platt. Runt Allāhābād-e Mostowfī är det glesbefolkat, med 14 invånare per kvadratkilometer. Närmaste större samhälle är Fahraj, 9,6 km nordost om Allāhābād-e Mostowfī. Trakten runt Allāhābād-e Mostowfī är ofruktbar med lite eller ingen växtlighet.